# Трест Д. Е. История гибели Европы
«Трест „Д. Е.“ История гибели Европы» — сатирическая антиутопия Ильи Эренбурга. Первое издание — в Берлине (издательство «Геликон», 1923 год), далее роман был быстро опубликован в Харькове и Москве. Основу сюжета составляла история Енса Боота, который, возненавидев Европу, разработал план превращения её в пустыню к 1940 году и осуществил своё предприятие на средства американского миллиардера Твайвта. Теоретическую базу своего деяния Боот заимствовал у Хулио Хуренито — героя предыдущего романа Эренбурга. Название романа включает название треста Боота — Твайвта «Д. Е.», что обычно расшифровывается как «Destruction of Europe» («Уничтожение Европы»), хотя автором в романе не поясняется. В XXI веке роман Эренбурга иногда упоминается в политических обзорах как пророческий.

## Сюжет
К 1927 году (по времени действия романа) Енс Боот, незаконнорождённый сын монакского князя и простой голландки, возненавидел Европу. Он страдал от неразделённой любви к рыжеволосой Люси Фламенго, проецируя своё чувство на весь континент, отождествляя Люси с древней финикийской царевной.

Надо сказать, что Енс Боот был человеком без национальности. Он полагал, что паспорт надо менять, переезжая из одной страны в другую, как костюм. Быть голландцем в Италии ему казалось столь же нелепым, как ходить по улицам Неаполя в меховой куртке. Наряду с коллекцией галстуков он возил с собой в изящном футляре из светлой свиной кожи полный комплект паспортов. Говорил он изумительно на восьми языках, а в интимных беседах, когда его спрашивали, какой он национальности, отвечал без всякой иронии — «европеец».
Обнаружив в публичном доме в Амьене забытую кем-то книгу Хулио Хуренито, Боот обрёл конкретный план уничтожения Европы к 1940 году. Убедив чикагского консервного короля Твайвта (и ещё двоих миллиардеров) в успешности своего проекта, Боот основывает трест из семнадцати организаций, в названиях которых имелись инициалы «Д. Е.», под которые всякий раз подставлялось новое значение. Эти организации располагались в разных штатах Америки и не имели отношения к главному проекту — очистки Европы от населения. Семнадцать организаций управляли тремястами четырнадцатью учреждениями во всех государствах Европы, среди агентов которых были «короли, президенты республик, министры, владельцы крупнейших трестов, банкиры, начальники генеральных штабов, председатели политических партий, кардиналы и даже злоумышленники». Они назывались по-разному: «Лига демократической эмансипации Европы», «Общество друзей евангелия» и так далее. Твайвт начинает наступление на рынке стали, и после падения экономик Восточной Европы добыча угля резко сократилась, началось закрытие текстильных фабрик и прочего. Десятки банков, связанные с индустриальными предприятиями, были накануне банкротства. Первой рухнула экономика Великобритании, главным образом, из-за гиперинфляции, порождённой избыточной эмиссией. Особо прописана миссия России: сначала на СССР нападают Польша и Румыния, уничтожение затрагивает Петербург, Киев и Одессу, затем Харьков, Рязань и Владимир. Красная армия переходит в контрнаступление и захватывает Варшаву и Бухарест, однако Трест начинает бактериологическую войну, опустошившую все территории до Урала. СССР в этих условиях перенёс все производства в Сибирь, и благодаря уничтожению Европы Россия переживала промышленный расцвет, нуждаясь в рабочих руках: европейцы работали главным образом близ Байкала, в центре тяжёлой индустрии. Осуществив свою мечту, Енс Боот покинул США, долго бродил по безлюдным руинам европейских городов. В финале автор уподобляет его быку, а сокрушённый Боотом континент — финикийской царевне, после чего Енсу остаётся только умереть.

## История создания
Виктор Шкловский тесно связывал замысел «Треста Д. Е.» с предыдущим плутовским романом Эренбурга — «Хулио Хуренито». После переезда в 1922 году в Берлин, Илья Григорьевич оказался в эпицентре экономического кризиса, сопровождавшегося гиперинфляцией марки. Бытовая неустроенность Эренбурга сказывалась на стиле его произведений, что заставило того же Шкловского отметить, что писатель «не продолжает традиций великой русской литературы». Единственной возможностью выживания было публиковаться в Москве, получая денежные переводы в твёрдой валюте. Однако в апреле 1923 года Александр Воронский по политическим причинам роман отверг. Напечатать роман в СССР удалось только на Украине во время поездки по стране в 1924 году, получив высокую оценку в кругах формалистов, в частности, «Серапионовых братьев».

## Литературные особенности
Роман оказался для Эренбурга третьим по счёту, и был отмечен крайне мрачным взглядом на современную ему действительность. В своих мемуарах Илья Григорьевич отмечал, что «послевоенная Европа забыла недавние уроки», и ссылался на Шпенглера, который «оплакивал гибель близкой ему культуры». На Шпенглера часто ссылались и первые рецензенты «Треста Д. Е.» Борис Фрезинский считал, что Эренбург написал свой роман-памфлет в жанре пародии на исторический труд, доведя аргументацию Шпенглера до гротеска. В мемуарах «Люди, годы, жизнь» Эренбург отмечал, что мог бы написать свой роман и в 1960-е годы с подзаголовком «Эпизоды третьей мировой войны».
Между тем, первые советские критики недвусмысленно увидели в романе сатиру, обращённую не только против Запада, но и, в первую очередь, против Советской России, которая сдаёт все позиции, завоёванные революцией, и обращается в «Нэпократию» (по выражению Георгия Горбачёва). Критик отмечал, что в основу романной фабулы положена идея любви, обманутой и потому обращённой на разрушение. Боот убедился, что в Европе любовь проституирована, а в деловом мире Америки для неё попросту нет места. Гибель Европы при этом и так предрешена, ибо пристрастие её народов к фетишам «демократии», «свободы», «законности» больше не соотносятся с действительной борьбой, разворачивающейся в мире. Старое погибло, новое неприемлемо.

## Театральная инсценировка
После выхода романа Эренбурга, уже в сентябре 1923 года им заинтересовался В. Мейерхольд, приехавший тогда в Берлин. Режиссёр предложил Илье Григорьевичу превратить роман в пьесу, которую мыслил в духе «циркового представления с агитационным апофеозом». Эренбургу идея не нравилась, однако в марте 1924 года в журнале «Зрелища» была анонсирована инсценировка Подгаецкого «Трест Д. Е.» по Эренбургу и по «Туннелю» Келлермана, это вызвало крайне резкую реакцию писателя, однако Мейерхольд проигнорировал все аргументы. После генеральной репетиции 13 июня 1924 года обозреватель журнала «Жизнь искусства» отмечал «Почти всё хорошее в пьесе идёт от Эренбурга». Целостного описания спектакля не сохранилось, но в рецензии «Красной газеты» прямо сообщалось, что «Самый закоренелый враг нового театра не мог бы посоветовать Мейерхольду более неудачной пьесы». «Вечерняя Красная газета» через день после премьеры заявляла: «Постановка Мейерхольда — праздник полного освобождения театрального действия от тягостей литературного текста». В области актёрской игры был применён новый приём трансформации, что позволило Э. Гарину в одном из первых эпизодов исполнить семь ролей, И. Ильинскому — тоже в одном эпизоде — четыре (включая миллиардера Твайвта), столько же у М. Бабановой, М. Жарову — три. В общем, в пьесе при участии 15 основных актёров на сцене появлялось более 60 персонажей. По отзывам прессы, спектакль напоминал кинофильм: так велико было в нём количество эпизодов и такой у него был стремительный темп. Енса Боота играл Макс Терешкович, в спектакле участвовали также Лев Свердлин, Зинаида Райх, Василий Зайчиков, Михаил Лишин. Крайний модернизм постановки (с зеркальными экранами, демонстрацией карт и титров, музыкальным сопровождением джаз-банда) сочетался с сохранением полного реализма в костюмах и гриме. Премьера состоялась 15 июня 1924 года в Ленинграде в Большом зале Консерватории, спектакль был повторён уже на следующий день, и далее начались гастроли, включая закрытый показ 3 июля в Москве для делегатов Пятого конгресса Коминтерна. Спектакль вызвал более десяти рецензий, которыми живо интересовался и Эренбург. Далеко не все отзывы были восторженными: Маяковский на диспуте 18 июля спектакль изругал, в особенности его литературную основу («абсолютный нуль»). Владимир Владимирович заявил, что «переделывать беллетристическое произведение в пьесу может только тот, кто выше их авторов». Его правоту показало то, что когда пропал эффект новизны (первоначальный состав актёров был заменён дублёрами), летом 1925 года представление оказалось провальным. Летом 1927 года свою неправоту в отношении Эренбурга и его романа признал и сам Всеволод Мейерхольд.

## Издания
- История гибели Европы. Трест Д. Е. — Москва — Берлин : Геликон, 1923. — 194 с.
- Трест Д. Е. История гибели Европы. — Харьков : Государственное издательство Украины, 1923. — 208 с.
- Трест Д. Е.. — М. : Земля и фабрика, 1923. — 224 с.
- Трест Д. Е. История гибели Европы. — Харьков : Государственное издательство Украины; Тип. Госиздата Украины им. Г. И. Петровского, 1924. — 157 с.
- Трест Д. Е. (История гибели Европы) // Полное собрание сочинений в 8 т / Иллюстрация на обложке Натана Альтмана. — М. : Земля и фабрика, 1928. — Т. 2. — 216 с.
- Трест Д. Е. (роман) // Собрание сочинений в 9 томах. — М. : Художественная литература, 1962. — Т. 1. — С. 235—383. — 536 с.
- Трест Д. Е. (История гибели Европы): роман. — М. : ТЕРРА, 1994. — 269 с. — (Четвертое измерение). — ISBN 5-85255-585-1.
- Трест Д. Е. (роман) // Необычайные похождения. — СПб. : Кристалл, 2001. — С. 257—402. — 1152 с. — (Библиотека мировой литературы). — ISBN 5-306-00066-5.
- Трест «Д. Е.» История гибели Европы (фантастический роман). — Екатеринбург : Тардис, 2010. — 174 с. — (Фантастический раритет). — ISBN 5-89806-063-3.